# スクライブ

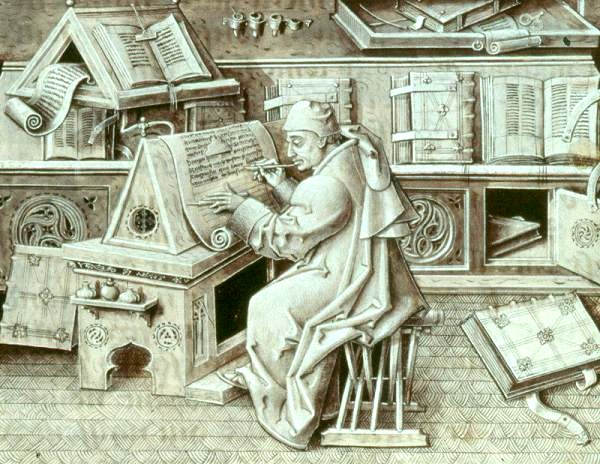
「フランスのジャン・ミエロ（Jean Miélot）は作家でスクライブでもあった

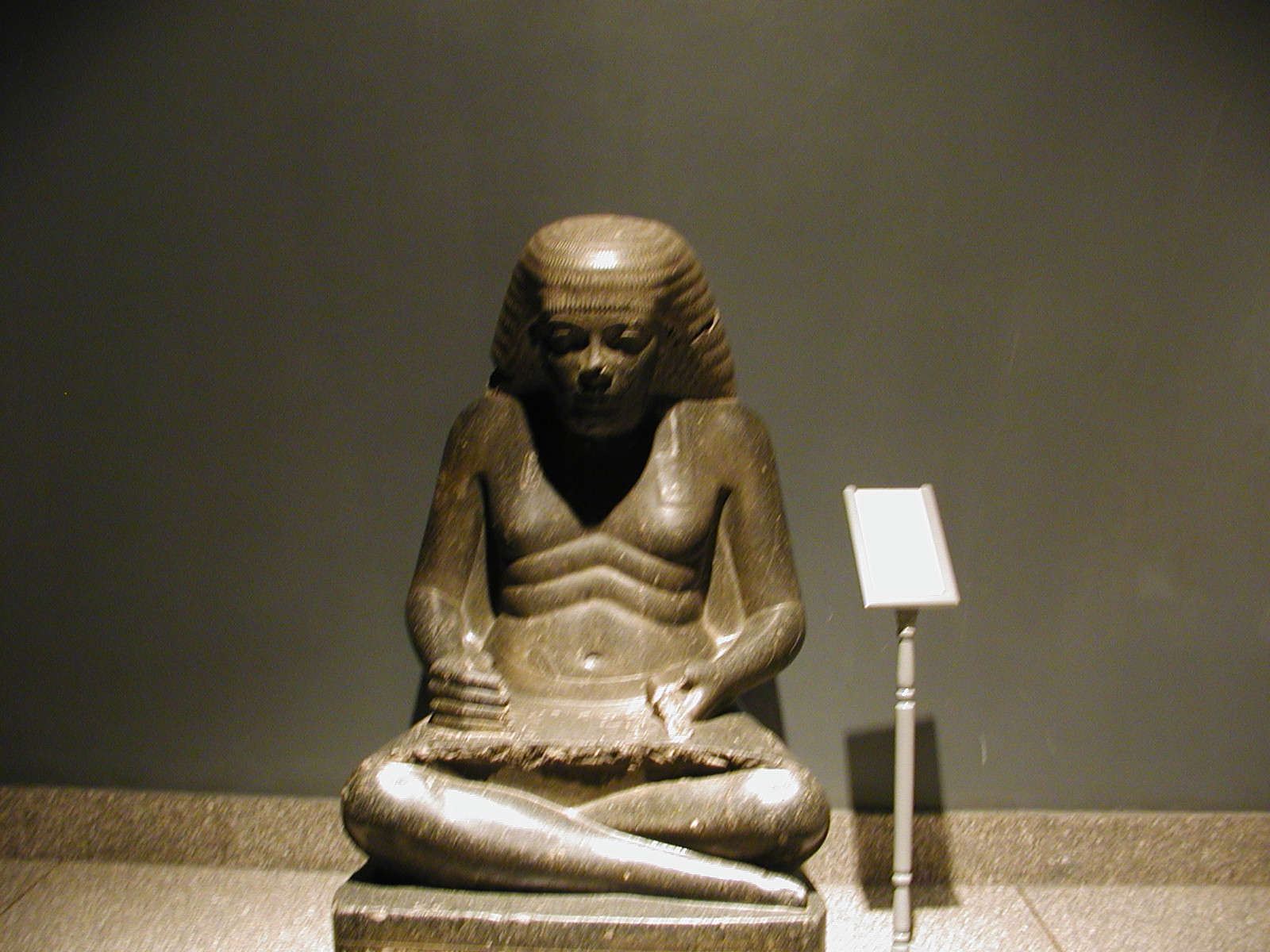
パピルスに写す古代エジプトのスクライブ（ルクソール博物館）。他に同じような構図の像The Seated Scribe（エジプト古王国
第4か第5王朝ごろ、紀元前3千年紀）が発見されている。

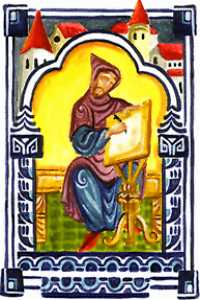
写本室中の修道士・スクライブ

スクライブ（英語: Scribe）は「書く人」という意味で、文字で書くことがそれほど一般的でなかった古代に王の命令を書き物にしたり、歴史的・宗教的なものを複写する人を指し、また印刷機が発明される以前の中世にさまざまな写本を複製する職業に従事する人を指した。

## 古代
古代エジプトやメソポタミアでは国家の書記官を指してもいた。パピルス、粘土板、石碑などに王様の命令を記録したり、民族の歴史を記録・複写したりした。

## 中世
中世のヨーロッパでは、きれいな装丁で、美しい絵入りのキリスト教聖書の写本が多数作られている。特に修道院で修道士により行われた。

## ユダヤ教
イスラエルのユダヤ教でも、ユダヤ教聖書やそれに付随するものを複写する職業があった。

## 東アジア文化圏
中国・日本・朝鮮・ベトナムなどの東アジア文化圏では、歴史書を複製したりする職業、また写経を専門とする「 写経生」などがあった。

## スクライブとして知られた人たち
- アーメス - 古代エジプト
- アマット＝マム (Amat-Mamu) - バビロニア
- バルク - 古代イスラエル
- シン＝レキ＝ウンニンニ (Sîn-lēqi-unninni) - メソポタミア

## 参照項目
- 写経生
- 書士 (Scrivener)